# Bactrocera petila
Bactrocera petila är en tvåvingeart som beskrevs av Drew 1989. Bactrocera petila ingår i släktet Bactrocera och familjen borrflugor. Inga underarter finns listade.